# Мартит
Марти́т (рос. мартит; англ. martite; нім. Martit m) — мінерал, різновид гематиту.

## Етимологія та історія
Мінерал названо за ім'ям міфологічного бога війни Марса (J. F. A. Breithaupt, 1828).

## Загальний опис
Форми виділення: (псевдоморфози по магнетиту), щільна і пухка маса, ізометричні зерна і кривогранні октаедри (зростки тонких полісинтетично спарених пластинок гематиту). Утворюється при гіпогенному або гіпергенному окисненні заліза в магнетиті, або видаленні з його ґраток Fe. Процес мартитизації магнетиту часто супроводжується утворенням проміжного метастабільного продукту — маґгеміту. Мартит — головний мінерал багатих залізних руд родовищ залізистих кварцитів (Кривий Ріг, КМА, родовища Канади, Бразилії, США). Поширений у зоні окиснення скарново-магнетитових родовищ і навколо них (валунні руди), а також деяких типів апатит-карбонатних руд (Селігдар, Саха). Основний спосіб збагачення — магнітна сепарація в слабкому полі з попереднім відновним магнетизуючим випаленням.